# 保护臭氧层维也纳公约
保护臭氧层维也纳公约（Vienna Convention for the Protection of the Ozone Layer），通常簡稱为“維也納公約”，1985年3月22日在于奥地利維也納召开的保护臭氧层外交大会上得到签订，1988年9月22日生效。 
該公約主要内容是：按照《聯合國人類環境发展會議宣言》裏的規定，針對造成全球暖化的各種原因加以約束，以期進一步發展有關臭氧層及其變化可能引起的不利影響方面的科學知識，決心要保護人類健康和環境使免受臭氧層變化所引起的不利影響。
本公約的正本以阿拉伯文、中文、英文、法文、俄文和西班牙文書寫，六種文本同樣有效，公約正本由聯合國秘書長保存。